# Корацца Бильдт, Анна Мария
Анна Мария Корацца Бильдт (швед. Anna Maria Corazza Bildt; род. 10 марта 1963, Рим, Италия) — шведский политик итальянского происхождения, депутат Европейского парламента с 2009 года. С 2003 года является членом Умеренной коалиционной партии.

## Биография
Изучала политические науки в Римском университете Ла Сапиенца. Также изучала кризисное управление в Университете Сан-Диего и стратегическое планирование в Колумбийском университете.
Проходила практику в ЮНЕСКО, позже работала в итальянском Министерстве иностранных дел, была также представителем ОЭСР в Париже. С 1991 года работала в Организации Объединенных Наций в Женеве. До 2001 года вела деятельность в бывшей Югославии. Там она познакомилась с бывшим Премьер-министром Швеции и её будущим мужем Карлом Бильдтом, который занимал должность Верховного представителя по Боснии и Герцеговине.
После работы в Организации Объединенных Наций она была членом правления шведского Красного Креста (2003—2008). Начала свой собственный бизнес в Швеции, в том числе в рамках своей компании, которая продает итальянскую еду в интернете. Входила в правление Итальянской торговой палаты в Швеции.
По результатам европейских выборов 2009 года в Швеции Анна Мария Корацца Бильдт была избрана в Европейский парламент.

## Взгляды
В Европарламенте Анна Мария Корацца Бильдт занимает активную проукраинскую позицию и выступает в поддержку антироссийских санкций. Входит в список 89 представителей Европейского союза, которым был запрещён въезд в Россию в мае 2015 года.

## Ссылка
- Профиль на сайте Европарламента
- Анна Мария Корацца Бильдт (англ.) на сайте Internet Movie Database
- Анна Мария Корацца Бильдт на сайте КиноПоиск